# 高桥惠子
高桥惠子（日语：／ Takahashi Keiko，1955年1月22日—），曾用名关根惠子（日语：関根 恵子），女，日本演员。曾获得田中绢代奖等奖项。